# International Association of Mathematical Physics

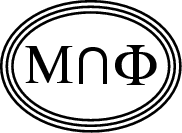
Logo della IAMP

La International Association of Mathematical Physics, abbreviata con l'acronimo IAMP è una associazione fondata nel 1976 al fine di promuovere la ricerca in fisica matematica; essa si rivolge sia ai ricercatori che agli studenti.
Essa sponsorizza un congresso che si tiene ogni 3 anni, dove vengono consegnati due premi: il premio Henri Poincaré (istituito nel 1997) e l'Early Career Award (istituito nel 2009). Inoltre  pubblica un bollettino quadrimestrale e cura un sito sul web. Essa viene retta da un comitato esecutivo in carica per tre anni. La IAMP ha come logo la sequenza di simboli {\displaystyle \,M\cap \Phi }, a simboleggiare come la fisica matematica possa essere vista come l'intersezione fra la matematica {\displaystyle M} e la fisica {\displaystyle \Phi }.

## Comitato esecutivo
- David Brydges, presidente
- Jakob Yngvason, vice presidente
- Ruedi Seiler, segretario
- Volker Bach, tesoriere
- Yosi Avron
- Percy Deift
- Jean-Pierre Eckmann
- Klaus Fredenhagen
- Giovanni Gallavotti
- Philippe Martin
- Vincent Rivasseau
- Horng-Tzer Yau

## Congressi
- 1972: Mosca
- 1974: Varsavia
- 1975: Kyōto
- 1977: Roma
- 1979: Losanna
- 1981: Berlino
- 1983: Boulder
- 1986: Marsiglia
- 1988: Swansea
- 1991: Lipsia
- 1994: UNESCO, Parigi
- 1997: Università di Brisbane
- 2000: Londra
- 2003: Lisbona
- 2006: Rio de Janeiro
- 2009: Praga
- 2012: Aalborg
- 2015: Santiago del Cile
- 2018: Montréal
- 2021: Ginevra